# Federico de Anhalt-Dessau
Federico de Anhalt-Dessau (en alemán, Friedrich von Anhalt-Dessau) (Dessau, 27 de diciembre de 1769 - Dessau, 27 de mayo de 1814) fue un príncipe alemán de la Casa de Ascania y heredero al principado (y desde 1807 el ducado) de Anhalt-Dessau.

## Vida
Era el único hijo superviviente de Leopoldo III, príncipe y posteriormente duque de Anhalt-Dessau, y de su esposa Luisa, hija del margrave Federico Enrique de Brandeburgo-Schwedt. Su única hermana, nacida el 11 de febrero de 1768, fue una niña que nació muerta o murió al poco de nacer.
En 1786 se unió al ejército prusiano, donde más tarde obtuvo el rango de mariscal de campo (Generalfeldmarschall). En 1805, contrató la construcción del Parque Kühnauer.
Federico murió tres años antes que su padre, por lo tanto, nunca heredaría Anhalt-Dessau. Su lugar como heredero de Leopoldo III fue ocupado por su hijo mayor, Leopoldo Federico, quien sucedió a su abuelo en 1817 con el nombre de Leopoldo IV.

## Matrimonio e hijos
En Bad Homburg vor der Höhe el 12 de junio de 1792, Federico contrajo matrimonio con la landgravina Amalia de Hesse-Homburg (Homburg, 29 de junio de 1774-Dessau, 3 de febrero de 1846), hija del landgrave Federico V de Hesse-Homburg. Tuvieron siete hijos:
1. Amalia Augusta (Dessau, 18 de agosto de 1793-Rudolstadt, 12 de junio de 1854), desposó el 15 de abril de 1816 al príncipe Federico Gunter de Schwarzburgo-Rudolstadt.
2. Leopoldo IV Federico (Dessau, 1 de octubre de 1794-ib., 22 de mayo de 1871), duque de Anhalt-Dessau y desde 1863 de todo Anhalt.
3. Jorge Bernardo (Dessau, 21 de febrero de 1796-Dresde, 16 de octubre de 1865).
4. Pablo Cristián (Dessau, 22 de marzo de 1797-ib., 4 de mayo de 1797).
5. Luisa Federica (Dessau, 1 de marzo de 1798-Homburg, 11 de junio de 1858), sordomuda de nacimiento, contrajo matrimonio el 12 de febrero de 1818 con su tío Gustavo, landgrave de Hesse-Homburg (hermano de su madre).
6. Federico Augusto (Dessau, 23 de septiembre de 1799-ib., 4 de diciembre de 1864).
7. Guillermo Waldemar (Dessau, 29 de mayo de 1807-Viena, 8 de octubre de 1864), desposó morganáticamente el 9 de julio de 1840 a Emilie Klausnitzer (Dessau, 30 de enero de 1812-Viena, 28 de marzo de 1888), creada Freifrau von Stolzenberg en 1842.

## Conexión con Mozart
El texto de la canción alemana "Des kleinen Friedrichs Geburtstag", K. 529, por Wolfgang Amadeus Mozart, fue originalmente escrita en 1778 por el poeta Johann Eberhard Driedrich Schall para conmemorar el noveno cumpleaños del príncipe heredero Federico. Se desconoce cómo Mozart se tropezó con el texto o porqué eligió incorporarlo en Praga en 1787. Todo lo que se sabe es que fue incorporado a su propio catálogo de composiciones musicales como trabajo completo el 6 de noviembre de 1787.